# Live! Live! Live!
Live! Live! Live! je koncertní album kanadského rockového hudebníka Bryana Adamse. Vydáno bylo roku 1988 prostřednictvím vydavatelství A&M Records. Nahráno bylo 3. července 1988 na festivalu Rock Werchter v Belgii. Výjimku tvoří píseň „Into the Fire“, ta byla zaznamenána na koncertu v Tokiu.

## Seznam skladeb
| Pořadí         | Název                               | Délka |
| -------------- | ----------------------------------- | ----- |
| 1.             | She's Only Happy When She's Dancin' | 3:30  |
| 2.             | It's Only Love                      | 3:51  |
| 3.             | Cut's Like A Knife                  | 3:54  |
| 4.             | Kids Wanna Rock                     | 3:03  |
| 5.             | Hearts on Fire                      | 4:11  |
| 6.             | Take Me Back                        | 5:31  |
| 7.             | The Best Was Yet to Come            | 2:53  |
| 8.             | Heaven                              | 4:17  |
| 9.             | Heat of the Night                   | 5:17  |
| 10.            | Run to You                          | 4:07  |
| 11.            | One Night Love Affair               | 4:33  |
| 12.            | Long Gone                           | 4:07  |
| 13.            | Summer of '69                       | 4:33  |
| 14.            | Somebody                            | 5:49  |
| 15.            | Walkin' After Midnight              | 2:19  |
| 16.            | I Fought the Law                    | 2:38  |
| 17.            | Into the Fire                       | 3:35  |
| Celková délka: | Celková délka:                      | 69:41 |